# Théâtre municipal d'Étampes
Le théâtre municipal d'Étampes est un édifice situé à Étampes, en France,.

## Localisation
Le monument est situé dans le département français de l'Essonne rue Léon-Marquis et place Geoffroy-Saint-Hilaire.

## Historique
L'édifice est a été construit au XIXe siècle entre 1851 et 1852 grâce à une souscription publique.
La façade et la toiture sont inscrites au titre des monuments historiques par l'arrêté du 21 septembre 1982. La salle avec son décor est classée au titre des monuments historiques par arrêté du 21 septembre 1982.

## Architecture
L'extérieur et l'intérieur du bâtiment sont dessinés par l’architecte Gabriel Davioud dont c'est la première réalisation. Le sculpteur Élias Robert, son ami, et étampois, avait probablement informé Davioud du projet. Il a sculpté les décors intérieurs de la salle, comme des cariatides et des angelots. Il réalisera plus tard (1859) le Monument à Étienne Geoffroy Saint-Hilaire sur la place récemment dégagée devant le théâtre. Jean-Léon Gérôme a réalisé les peintures du plafond. La façade extérieure a été reconstruite en 1927 par l'architecte Boileau dans un style Art déco, contemporain, mais l'intérieur est demeuré inchangé,,.